# Jazzhus Montmartre
Jazzhus Montmartre – klub znajdujący się w Kopenhadze, na Nørregade 41. W latach 1961–1976 klub Montmartre był jazzowym centrum Europy. Od roku 1976 do 1989 typ granej tam muzyki stopniowo się zmieniał. W styczniu 1995 roku Montmartre zostało zamknięte na stałe. Wśród wielu legendarnych muzyków amerykańskich wystąpiły tam takie sławy jak Stan Getz, Krzysztof Komeda, Bud Powell, Oskar Pettiford.